# Neckartalbrücke (Heilbronn)
Neckartalbrücke – most autostradowy położony koło Heilbronnu, w miejscowości Neckarsulm. Ma długość 1350 metrów i jest najdłuższym obiektem budowlanym w ciągu autostrady A6 oraz najdłuższym mostem w Badenii-Wirtembergii. Znajduje się pomiędzy węzłami Heilbronn/Untereisesheim i Heilbronn/Neckarsulm. Rozciąga się nad doliną rzeki Neckar i Neckaraue. Pod wiaduktem biegnie również droga Neckartalstraße, na wschodnim brzegu droga powiatowa 2115 oraz linia kolejowa Frankenbahn.
Most został zbudowany w latach 1965–1967, a oddany został do ruchy w roku 1968.